# Omocestus viridulus
Omocestus viridulus је врста инсекта из реда правокрилаца (Ortopthera) и породице  Acrididae.

## Опис
Основна боја варира од сиво-смеђе до маслинасто-зелене. Трбушни сегменти су црни при дну. Крај абдомена је таман до црн. Женке су често зелене боје на леђима, а браонкасте бочно. Код женки често постоји светла вертикална пруга у подножју крила.  Дужина тела код мужјака износи од13 до 17 мм, а код женки 17-22 мм.

## Распрострањеност
Врста је забележена на подручју Албанијe,  Андорe, Аустријe, Белорусијe, Белгијe,  Боснe и Херцеговинe Бугарскe, Чешкe, Данскe, Естонијe, Финскe, Францускe, Немачке, Грчке, Мађарске, Италије, Летоније, Литваније, Луксембурга, Молдавије, Црне Горе, Северне Македоније, Норвешке, Пољске, Португала, Румуније, Русије, Србије, Словачке, Словеније, Шпаније, Шведске, Швајцарске, Украјине, Уједињеног Краљевства Велике Британије и Северне Ирске. Ова врста у Србији је ретка, бележена је на југоистоку земље.  

## Биологија
Адулти се јављају од јуна до октобра. Јаја презимљавају у тлу. Врста је карактеристична за пашњаке, шумске чистине, влажне ливаде на већим надморским висинама. Избегава сува станишта.  

## Статус заштите
Према IUCN врста је сврстана у категорију LC - таксон за који постоји мали ризик од изумирања. 

## Синоними
- Gryllus rufescens Ström, 1783
- Stenobothrus rufescens (Ström, 1783)